# أنجيلا كينزي
أنجيلا كينزي (بالإنجليزية: Angela Kinsey)‏ مواليد 25 يونيو 1971 في لويزيانا، الولايات المتحدة، هي ممثلة أمريكية بدأت مسيرتها الفنية عام 1997. كما أنها من الفائزات بجائزة إيمي.

## وصلات خارجية
- أنجيلا كينزي على موقع IMDb (الإنجليزية)
- أنجيلا كينزي على موقع روتن توميتوز (الإنجليزية)
- أنجيلا كينزي على موقع ألو سيني (الفرنسية)
- أنجيلا كينزي على موقع أول موفي (الإنجليزية)
- أنجيلا كينزي على موقع قاعدة بيانات الأفلام السويدية (السويدية)
- أنجيلا كينزي على موقع إن إن دي بي (الإنجليزية)
- أنجيلا كينزي على موقع قاعدة بيانات الفيلم (الإنجليزية)
- أنجيلا كينزي على موقع كينوبويسك (الروسية)